# AJS Model 5-serie
De AJS Model 5-serie is een serie 350cc-motorfietsen die het Britse merk AJS produceerde van 1925 tot 1936.

## Voorgeschiedenis
AJS was haar productie in 1910 begonnen met de Modellen A en B. Het Model A was aanvankelijk het spaarmodel zonder versnellingsbak. Het Model B was het sportmodel met twee versnellingen dat ook in de dat ook in de Junior TT van 1911 werd ingezet. De productie van het Model A eindigde in 1912, maar het Model B bleef in verschillende uitvoeringen in productie en werd als "TT Model" zeer succesvol in de TT van Man van 1920, 1921 en 1922. In 1924 leverde AJS vier uitvoeringen van de machine: Het zijklep-toermodel B1, de kopklep-sportmodellen B3 en B4 en het zijklep-sportmodel B5. Al deze modellen hadden inmiddels drie versnellingen, maar het Model B5 had als enige nog een velgrem in het voorwiel, terwijl de andere modellen al trommelremmen hadden. Het was met een prijs van 53 pond ook het goedkoopste. De modellen B3 en B4 kostten 65 pond. 

## Model 5-serie
In 1925 veranderde er niet zo zeer iets aan de motorfietsen, maar wel aan de type-aanduiding. AJS introduceerde een jaarlijkse wijziging waarbij letters werden gebruikt. In 1925 was dat de letter "E", gevolgd door het typenummer. Het AJS Model B5 werd zo E5. Het Model B werd AJS Model E3, het Model B1 werd AJS Model E4, het Model B3 werd AJS Model E7 en het Model B4 werd AJS Model E6. In de volgende jaren bleven de cijfers gelijk, maar de letters veranderden: in 1926 G, in 1927 H, in 1928 K, in 1929 M, in 1930 R, in 1931 S en in 1932 T.

### Model E5 1925
Het Model E5 uit 1925 was nog steeds de eenvoud zelve. Het had zijn ouderwetse zijklepmotor, waarvan de cilinderkop op zijn plaats werd gehouden door een klem met beugels die in het carter geschroefd zaten. Het had nog een velgrem in het voorwiel. De vering werd verzorgd door een parallellogramvork en het achterframe was ongeveerd. De Lucas-ontstekingsmagneet zat aan de voorkant van het motorblok en werd vanaf de uitlaatnokkenas aangedreven door een kettinkje. Het open brugframe had een dubbele bovenbuis met een flattank. Daarin zat ook het oliereservoir. De machine had een total loss-smeersysteem met het handpompje op de tank. Het schakelquadrant met hefboom zat rechts naast de tank, de koppeling was handbediend. Het stuur was sportief laag, net als het zadel, dat laag geplaatst werd omdat de bovenste framebuis naar beneden liep. Achter op de drieversnellingsbak zat de kickstarter. Zowel de primaire- als de secundaire aandrijving werden verzorgd door Renolds-kettingen. Beide wielen hadden een wielstandaard en het achterwiel kon snel in- en uitgebouwd worden. Verlichting werd niet geleverd, ook niet op het luxe-sportmodel E4, maar kon wel als accessoire besteld worden. Gas en voorontsteking werden geregeld door manettes op het stuur, de koppeling met een stuurhendel links, de voorrem met een stuurhendel rechts, de schakelhefboom zat rechts naast de tank en de achterrem werd met de linkervoet bediend. De machine had als sportmodel voetsteunen in plaats van treeplanken. De eenvoudige uitrusting maakte het model E5 ook tot een lichtgewicht. Het woog slechts 97 kg. Het Model E5 werd verkocht als "3½pk-model". Het vorige Model B5 was nog verkocht als 2¾pk-model.

### Model G5 1926
Het Model G5 onderging enkele kleine wijzigingen. Klanten konden tegen extra betaling een oliepompje bestellen. Dat werd door de uitlaatnokkenas aangedreven en was slechts een aanvulling op de total loss-handsmering. Die bleef behouden en de olie werd ook niet teruggevoerd naar de tank, zoals bij het latere dry-sumpsysteem.

### Modellen H5 en K5 1927-1928
Bij het Model H5 uit 1927 werd de bediening van de koppeling gewijzigd en de cilinderkop was nu bevestigd met kopbouten die rechtstreeks in het carter zaten. Ook kreeg de machine nu een Amal-carburateur. Dat was logisch, want de eerdere leveranciers Amac en Binks waren samen met Brown & Barlow samengesmolten tot AMALgamated carburettors. Verder waren er voor zover bekend geen wijzigingen. Het kostte nog maar 44 pond was ondanks de zijklepmotor het meest verkochte 350cc-sportmodel van AJS. Het Model K5 uit 1929 was bijna identiek, maar het had een veel sportiever "Semi-TT"-stuur en mogelijk was het oliepompje nu standaard geworden.

### Modellen M5 en R5 1929-1930
In 1929 ging het erg slecht met AJS. Voor het derde jaar op rij kon men geen dividend uitkeren en de Midlands Bank besloot de lopende lening te beëindigen. Die lening kon worden afbetaald, maar AJS hield nauwelijks werkkapitaal over. Om te overleven moesten alle modellen worden gemoderniseerd, om te beginnen met de zadeltank die al in 1924 door Howard Davies was uitgevonden en die snel opgang deed. Het Model M5 kreeg zo'n tank, maar niet het bijpassende frame. De parallellogramvork werd gewijzigd en de motor kreeg nu eindelijk zijn dry-sump smeersysteem, met een olietank onder het zadel. Ze kreeg ook een Brooklands can-uitlaat en nam flink in gewicht toe: ze woog 115 kg. De prijs moest desondanks laag blijven en kwam op 45 pond. Voor een Smiths-snelheidsmeter en een stuurdemper moest extra worden betaald. In 1930 was de modellenlijn drastisch beperkt. Er waren nog maar vier 350cc-modellen: Het Model R4 als luxe zijklepper, het Model R6 als sportieve kopklepper, het Model R7 als wegracer en het Model R5 als standaard-zijklepper. De prijs was zelfs gedaald naar 44 pond.

### Modellen S5 en SA5 1931
In 1931 kreeg het Model S5 een twist grip in plaats van de gasmanette en een nieuwe stuurdemper. De voetsteunen ware verstelbaar en er was een uitgebreide set boordgereedschap. De klepstelen waren niet meer zichtbaar, ze waren afgeschermd door een metalen plaatje. De benzinetank bevatte 7 liter en de olietank 1,9 liter. De machine was in standaardversie lichter en goedkoper geworden: 97 kg en 40 pond. Voor een Lucas-magdyno en een volledige elektrische verlichtingsset moest 5 pond en tien shilling extra worden betaald en dan kwam het gewicht op 106 kg. Het Model SA5 was een "lightweight"-versie met alleen een achterwielstandaard en zonder bagagedrager.

## Overname door Matchless
Nadat de aandeelhouders hadden besloten om het faillissement aan te vragen, werd AJS eind 1931 overgenomen door Matchless in Woolwich). De AJS 350cc-modellen vormden een welkome aanvulling op het programma van Matchless, dat naast het zware Model X alleen de weinig succesvolle 400cc-Matchless Silver Arrow en 600cc-Matchless Silver Hawk leverde. De productie in Wolverhampton werd beëindigd. AJS-motorfietsen werden voortaan in Woolwich gebouwd. 

### Model T5 1932
Het AJS Model T5 werd in 1932 dus onder verantwoordelijkheid van Matchless gebouwd, maar mogelijk naar een AJS-ontwerp waar eerder geen geld voor was. Hoe dan ook, er veranderde vrij veel. Allereerst was daar het nieuwe motorblok, met ongewijzigde boring/slagverhouding en ook nog steeds met zijkleppen, maar de cilinder helde nu 30º voorover. Dat zorgde voor ruimte achter de cilinder waar nu de ontstekingsmagneet geplaatst kon worden. De voorste framebuis liep nu ongeveer parallel met de cilinder. Het frame was ook nieuw, niet meer het open brugframe waarin het blok zelf dragend was. Nu werden er plaatstalen beugels onder het blok door getrokken, waardoor het een wiegframe werd. Het achterframe vormde (zoals eerder al) een driehoek, waarin eerst alleen de olietank zat. Nu was deze driehoek opgevolgd door een spits gereedschapskastje. Daardoor verdwenen de gereedschapstasjes die eerder aan de bagagedrager hadden gehangen. Die bagagedrager was er in de standaardversie ook niet meer. De machine kreeg alleen een achterwielstandaard en werd opnieuw goedkoper. Ze kostte 38 pond en 10 shilling. Voor de Lucas-magndyno met elektrisch licht moest 5 pond worden betaald. 

## Nieuwe typenummering
Matchless begon in 1933 met een nieuwe typenummering. Het Model X werd bijvoorbeeld Matchless Model 33/X3. Dat gebeurde ook met de AJS-modellen. Het Model 5 kreeg geen letter meer om het jaar aan te duiden, maar het werkelijke bouwjaar.  

### Model 33/5, 34/5, 35/5 en 36/5 1933-1936
Het AJS Model 33/5 uit 1933 was bijna identiek aan het Model T5, maar de voorvork kreeg een frictiedemper als schokdemper. Het kostte 40 pond. Het Model 34/5 kreeg geen wijzigingen, maar de Model 35/5 en 36/5 kregen vier versnellingen. Advertenties noemden het een versnellingsbak een "AJS design", maar het net verschenen Matchless Model 35/D3 had ook vier versnellingen.

## Einde productie
Met het verschijnen van het 350cc-Matchless Model 35/D3 met kopklepmotor sloeg Matchless nieuwe wegen in en was er niet lang plaats meer voor eencilinders met zijklepmotoren. Die begonnen aan populariteit in te boeten. In 1932 bestond nog maar 21% van de Britse motorfietsmarkt uit zijkleppers en dat waren dan nog meestal zwaardere modellen omdat veel zijspanrijders de voorkeur aan zijkleppers gaven. Matchless hield de zware AJS V-twins op papier nog in leven, maar in werkelijkheid waren het Matchless Model X-machines met een AJS-logo op de tank. Het Matchless Model 35/D3 stond aan de basis van de latere G3-modellen die tot het einde van het bestaan in 1966 in productie zouden blijven. AJS mocht daar in 1945 bij aansluiten met de Model 16-serie, ook weer Matchless G3-modellen met een AJS-logo. 

## Afbeeldingen

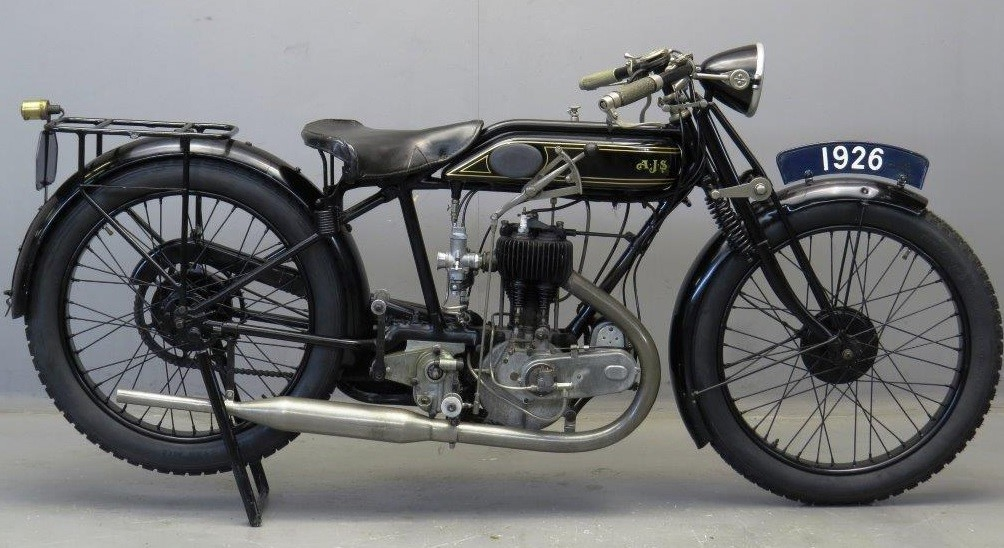
AJS Model G5 uit 1926
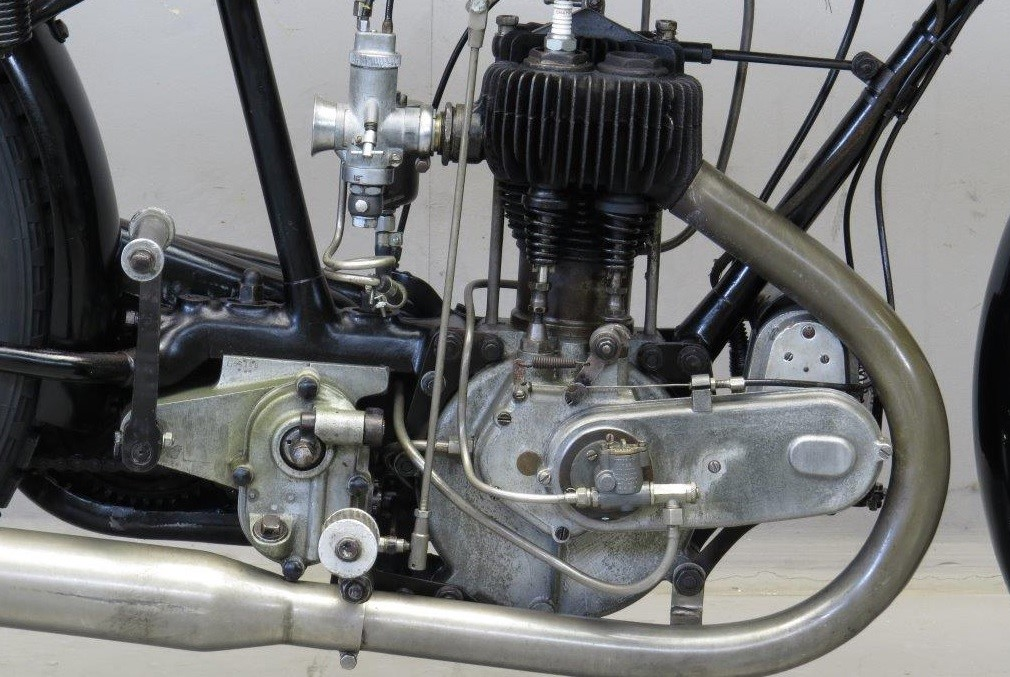
Dit G5-blokje uit 1926 heeft het als extra leverbare oliepompje dat door de uitlaatnokkenas wordt aangedreven.
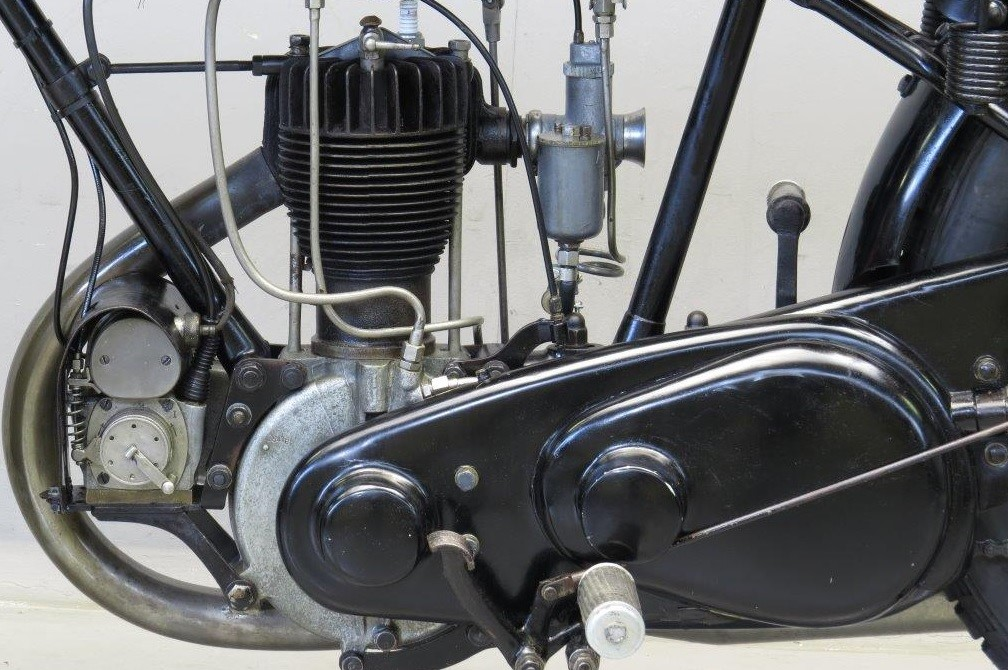
Omdat dit Model G5 is uitgevoerd met elektrische verlichting is de ontstekingsmagneet uitgebreid met een Lucas-dynamo.
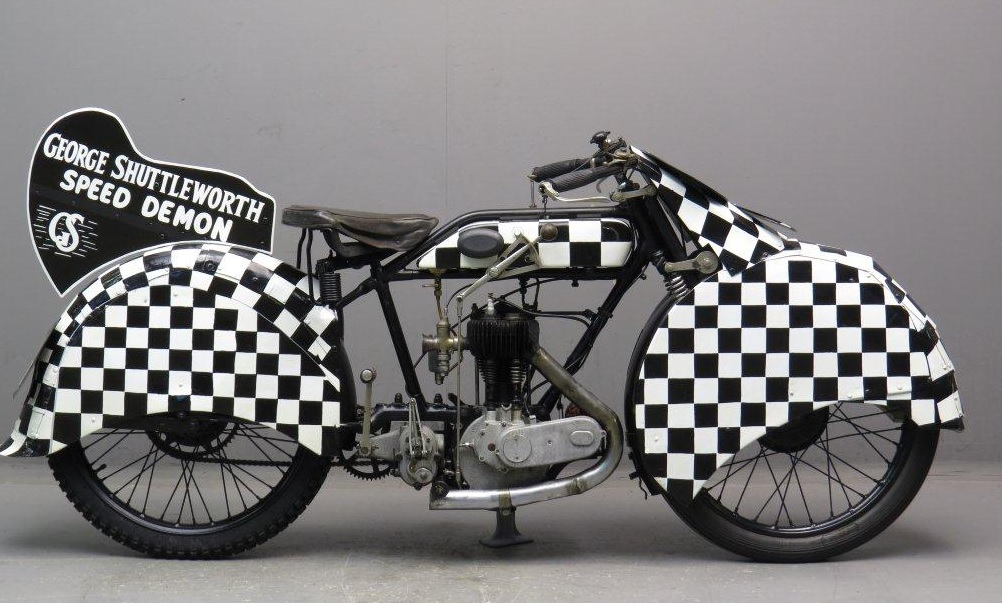
Het AJS Model H5 uit 1927 figureerde in 1935 als "Shuttleworth Snap" in de film No Limit met George Formby als coureur George Shuttleworth.
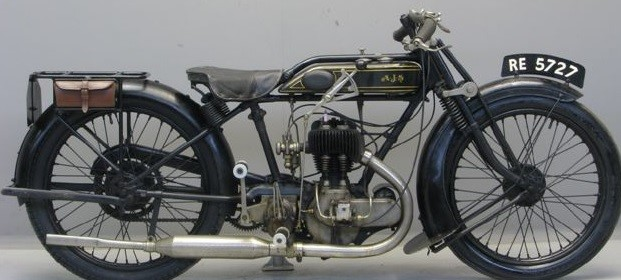
AJS Model K5 uit 1928
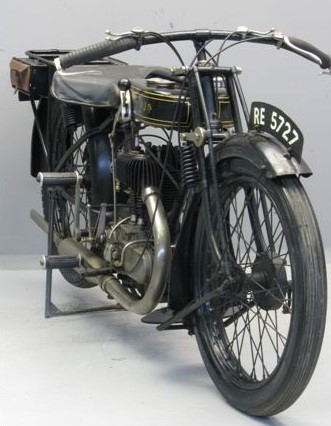
Het "Semi-TT"-stuur gaf het Model K5 een veel sportiever uiterlijk.
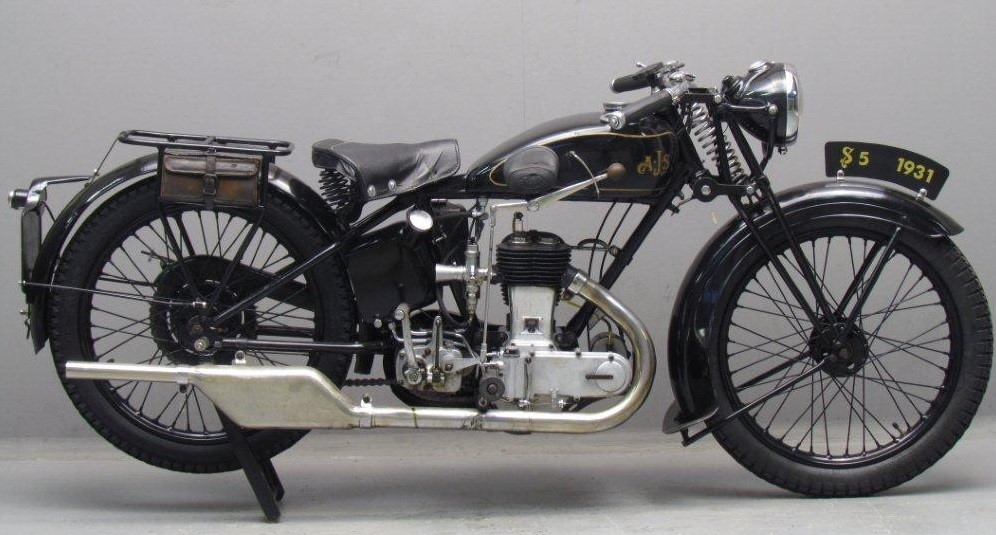
Het Model S5 uit 1931 was het laatste dat nog in Wolverhampton werd gebouwd.

## Technische gegevens
| AJS Model              | E5                       | G5                       | H5                       | K5                       | M5                       | R5                       | S5                       | SA5                      | T5                       | 33/5                     | 34/5                     | 35/5                     | 36/5                     |
| ---------------------- | ------------------------ | ------------------------ | ------------------------ | ------------------------ | ------------------------ | ------------------------ | ------------------------ | ------------------------ | ------------------------ | ------------------------ | ------------------------ | ------------------------ | ------------------------ |
| Periode                | 1925                     | 1926                     | 1927                     | 1928                     | 1929                     | 1930                     | 1931                     | 1931                     | 1932                     | 1933                     | 1934                     | 1935                     | 1936                     |
| Categorie              | Sportmotor               | Sportmotor               | Sportmotor               | Sportmotor               | Sportmotor               | Sportmotor               | Sportmotor               | Sportmotor               | Sportmotor               | Sportmotor               | Sportmotor               | Sportmotor               | Sportmotor               |
| Motortype              | Zijklepmotor             | Zijklepmotor             | Zijklepmotor             | Zijklepmotor             | Zijklepmotor             | Zijklepmotor             | Zijklepmotor             | Zijklepmotor             | Zijklepmotor             | Zijklepmotor             | Zijklepmotor             | Zijklepmotor             | Zijklepmotor             |
| Bouwwijze              | Staande eencilinder      | Staande eencilinder      | Staande eencilinder      | Staande eencilinder      | Staande eencilinder      | Staande eencilinder      | Staande eencilinder      | Staande eencilinder      | Staande eencilinder      | Staande eencilinder      | Staande eencilinder      | Staande eencilinder      | Staande eencilinder      |
| Koeling                | Lucht                    | Lucht                    | Lucht                    | Lucht                    | Lucht                    | Lucht                    | Lucht                    | Lucht                    | Lucht                    | Lucht                    | Lucht                    | Lucht                    | Lucht                    |
| Boring                 | 74 mm                    | 74 mm                    | 74 mm                    | 74 mm                    | 74 mm                    | 74 mm                    | 74 mm                    | 74 mm                    | 74 mm                    | 74 mm                    | 74 mm                    | 74 mm                    | 74 mm                    |
| Slag                   | 81 mm                    | 81 mm                    | 81 mm                    | 81 mm                    | 81 mm                    | 81 mm                    | 81 mm                    | 81 mm                    | 81 mm                    | 81 mm                    | 81 mm                    | 81 mm                    | 81 mm                    |
| Cilinderinhoud         | 348,4 cc                 | 348,4 cc                 | 348,4 cc                 | 348,4 cc                 | 348,4 cc                 | 348,4 cc                 | 348,4 cc                 | 348,4 cc                 | 348,4 cc                 | 348,4 cc                 | 348,4 cc                 | 348,4 cc                 | 348,4 cc                 |
| Carburateur(s)         | Amac                     | Amac                     | Amal                     | Amal                     | Amal                     | Amal                     | Amal                     | Amal                     | Amal                     | Amal                     | Amal                     | Amal                     | Amal                     |
| Smeersysteem           | Total loss met handpomp  | Total loss met handpomp  | Total loss met handpomp  | Total loss met handpomp  | Dry-sump                 | Dry-sump                 | Dry-sump                 | Dry-sump                 | Dry-sump                 | Dry-sump                 | Dry-sump                 | Dry-sump                 | Dry-sump                 |
| Max. Vermogen          | 3½ pk                    | 3½ pk                    | 3½ pk                    | 3½ pk                    | 3½ pk                    | 3½ pk                    | 3½ pk                    | 3½ pk                    | 3½ pk                    | 3½ pk                    | 3½ pk                    | 3½ pk                    | 3½ pk                    |
| Primaire aandrijving   | Ketting                  | Ketting                  | Ketting                  | Ketting                  | Ketting                  | Ketting                  | Ketting                  | Ketting                  | Ketting                  | Ketting                  | Ketting                  | Ketting                  | Ketting                  |
| Koppeling              | Enkelvoudige droge plaat | Enkelvoudige droge plaat | Enkelvoudige droge plaat | Enkelvoudige droge plaat | Enkelvoudige droge plaat | Enkelvoudige droge plaat | Enkelvoudige droge plaat | Enkelvoudige droge plaat | Enkelvoudige droge plaat | Enkelvoudige droge plaat | Enkelvoudige droge plaat | Enkelvoudige droge plaat | Enkelvoudige droge plaat |
| Versnellingen          | 3                        | 3                        | 3                        | 3                        | 3                        | 3                        | 3                        | 3                        | 3                        | 3                        | 3                        | 4                        | 4                        |
| Secundaire aandrijving | Ketting                  | Ketting                  | Ketting                  | Ketting                  | Ketting                  | Ketting                  | Ketting                  | Ketting                  | Ketting                  | Ketting                  | Ketting                  | Ketting                  | Ketting                  |
| Rijwielgedeelte        | Open brugframe           | Open brugframe           | Open brugframe           | Open brugframe           | Open brugframe           | Open brugframe           | Open brugframe           | Open brugframe           | Enkel wiegframe          | Enkel wiegframe          | Enkel wiegframe          | Enkel wiegframe          | Enkel wiegframe          |
| Voorvork               | Parallellogramvork       | Parallellogramvork       | Parallellogramvork       | Parallellogramvork       | Parallellogramvork       | Parallellogramvork       | Parallellogramvork       | Parallellogramvork       | Parallellogramvork       | Parallellogramvork       | Parallellogramvork       | Parallellogramvork       | Parallellogramvork       |
| Achtervork             | Star                     | Star                     | Star                     | Star                     | Star                     | Star                     | Star                     | Star                     | Star                     | Star                     | Star                     | Star                     | Star                     |
| Voorrem                | Velgrem                  | Velgrem                  | Trommelrem               | Trommelrem               | Trommelrem               | Trommelrem               | Trommelrem               | Trommelrem               | Trommelrem               | Trommelrem               | Trommelrem               | Trommelrem               | Trommelrem               |
| Achterrem              | Trommelrem               | Trommelrem               | Trommelrem               | Trommelrem               | Trommelrem               | Trommelrem               | Trommelrem               | Trommelrem               | Trommelrem               | Trommelrem               | Trommelrem               | Trommelrem               | Trommelrem               |
| Droog gewicht          | 97 kg                    | 97 kg                    | 97 kg                    | 97 kg                    | 115 kg                   | 115 kg                   | 97 kg                    | 97 kg                    | 102 kg                   | 102 kg                   | 102 kg                   | 102 kg                   | 102 kg                   |